# Black 'n Blue (album)
Pour le groupe, voir Black 'n Blue.
Albums de Black 'n Blue
Without Love
(1985)
Black 'n Blue est le premier album studio du groupe Black 'n Blue, sorti en 1984 sous le label Geffen Records.

## Liste des titres
Toutes les pistes par Jaime St. James et Tommy Thayer, sauf indication.
1. "The Strong Will Rock"  – 4:06
2. "School of Hard Knocks"  – 3:58
3. "Autoblast" (St. James, Thayer, Warner) – 3:53
4. "Hold on to 18"  – 4:12
5. "Wicked Bitch"  – 4:17
6. "Action" (Connolly, Priest, Scott, Tucker) (Sweet)– 3:36
7. "Show Me the Night" – 4:01
8. "One for the Money"  – 4:19
9. "I'm the King" (St. James, Thayer, Holmes) – 3:42
10. "Chains Around Heaven"  – 4:00

## Composition du groupe
- Jaime St. James — chants
- Tommy Thayer — guitare & chœurs
- Jeff "Whoop" Warner — guitare
- Patrick Young — basse & chœurs
- Pete Holmes — batterie